# Dunning (Nebraska)
Dunning és una població dels Estats Units a l'estat de Nebraska. Segons el cens del 2000 tenia 109 habitants.

## Demografia
Segons el cens del 2000, Dunning tenia 109 habitants, 53 habitatges, i 31 famílies. La densitat de població era de 183 habitants per km².
Dels 53 habitatges en un 26,4% hi vivien nens de menys de 18 anys, en un 45,3% hi vivien parelles casades, en un 9,4% dones solteres, i en un 41,5% no eren unitats familiars. En el 39,6% dels habitatges hi vivien persones soles el 20,8% de les quals corresponia a persones de 65 anys o més que vivien soles. El nombre mitjà de persones vivint en cada habitatge era de 2,06 i el nombre mitjà de persones que vivien en cada família era de 2,71.
Per edats la població es repartia de la següent manera: un 23,9% tenia menys de 18 anys, un 4,6% entre 18 i 24, un 23,9% entre 25 i 44, un 29,4% de 45 a 60 i un 18,3% 65 anys o més.
L'edat mediana era de 44 anys. Per cada 100 dones de 18 o més anys hi havia 76,6 homes.
La renda mediana per habitatge era de 28.500 $ i la renda mediana per família de 30.833 $. Els homes tenien una renda mediana de 21.719 $ mentre que les dones 19.583 $. La renda per capita de la població era de 13.725 $. Aproximadament el 5,6% de les famílies i el 6,1% de la població estaven per davall del llindar de pobresa.

## Poblacions més properes
El següent diagrama mostra les poblacions més properes.